# 中澤信雄
中澤 信雄（なかざわ のぶお）は、日本の実業家、教育者。事業創造大学院大学前学長。 

## 人物・来歴
早稲田大学政治経済学部卒。野村證券代表取締役専務、国際証券代表取締役社長、三菱証券創立初代社長、国際投信投資顧問株式会社取締役会長と40年近い証券投資関連業務を活かして、日本経済の活性化を目指して起業家を育成することを決意。2006年4月事業創造大学院大学の建学に参画することで教育事業に転換した。東京コーパス総合研究所代表取締役、金融経済研究所所長、カナダ商工会議所顧問など幅広く国内外で活動。